# ノヴァ・カホウカへのミサイル攻撃
2022年ロシアのウクライナ侵攻において、ウクライナ軍は、2022年7月11日にロシア占領下のノヴァ・カホウカをミサイルで攻撃した。ロシアは、ウクライナ軍がアメリカ合衆国から供与されたHIMARSロケット砲を使用していると発言した。

## 爆撃
市内で攻撃を受けた場所は、大爆発が発生し、弾薬庫が破壊された 。映像には現場から立ち上がる巨大な火球が記録されている。
ウクライナはロシア兵士52人と第22軍団のArtem Nasbulin少将を含む士官12人が死亡したと発表した。ウクライナ軍の南部作戦管区は「我々の攻撃により、敵軍はノヴァ・カホウカの弾薬庫と兵士52人、2A65 152mm榴弾砲、迫撃砲、戦車8両とその他の車両を失った」と発言している。
ロシア当局と国営通信社は、市民を含む7人が死亡、60人が負傷したとし、店、薬局、教会、倉庫、住宅など、広範囲にわたり市民の物件が被害を受けたとした。カホウカ地区軍民政府の親ロシア派当局は、複数人が瓦礫の下に閉じ込められていると発言したが、独立して検証されてはいない。ウクライナの報道官Serhiy Khlanは、攻撃が病院や住宅がある地域に被害を与えたという報道はロシアのプロパガンダであり、多くの市民はウクライナ軍が都市の近くにいるということが幸運だと思っていると発言した。